# Wojewódzki Szpital Zespolony im. L. Rydygiera w Toruniu
Wojewódzki Szpital Zespolony im. L. Rydygiera w Toruniu (nazwa skrócona: Wojewódzki Szpital Zespolony w Toruniu, zwyczajowo nazywany również jako Szpital na Bielanach) – szpital mieszczący się w Toruniu, założony w 1972 roku. Jej główny oddział mieści się przy ul. św. Józefa 53-59. Dyrektorem szpitala jest Sylwia Sobczak.

## Jednostki
W skład Wojewódzkiego Szpitala Zespolonego wchodzą:
- Szpital Wielospecjalistyczny, mieszczący się przy ul. św. Józefa 53-59[4];
- Szpital Specjalistyczny dla Dzieci i Dorosłych, mieszczący się przy ul. Konstytucji 3 Maja 40[4];
- Regionalne Centrum Stomatologii – początkowo mieszczące się przy ul. Przedzamcze, od 2011 roku przy Szpitalu Specjalistycznym dla Dzieci i Dorosłych przy ul. Konstytucji 3 Maja 42[4][5];
- Szpital Psychiatryczny, mieszczący się przy ul. św. Józefa 53-59. Poradnie ulokowano na ul. Adama Mickiewicza 24/26[4]. W 2014 roku działał rozproszony w trzech budynkach: przy ul. św. Józefa, Skłodowskiej-Curie i Gregorkiewicza[6];
- Stacja Ratownictwa Medycznego, mieszcząca się przy ul. Grudziądzkiej 47-51[4]; Stacja zajmuje się świadczeniami z zakresu ratownictwa medycznego, udzielanymi przez zespoły ratownictwa medycznego poza szpitalem, w celu ratowania osoby w stanie nagłego zagrożenia zdrowotnego. Stacja ma 10 Zespołów Ratownictwa Medycznego (dziewięć podstawowych i jeden specjalistyczny). Są to pojazdy na bazie Mercedes-Benz Sprintera. Stacja ma również motoambulans BMW R 1250 GS Adventure[7];
- Szpital Obserwacyjno-Zakaźny[1].

### Oddziały Szpitala Wielospecjalistycznego
- Katedra i Klinika Chirurgii Ogólnej, Gastroenterologicznej i Onkologicznej Collegium Medicum Uniwersytetu Mikołaja Kopernika w Toruniu
- Klinika Położnictwa, Chorób Kobiecych i Ginekologii Onkologicznej
- Oddział Anestezjologii i Intensywnej Terapii
- Oddział Chorób Płuc
- Oddział Hematologii
- Oddział Kliniczny Kardiologii i Intensywnej Terapii Kardiologicznej
- Oddział Kliniczny Nefrologii, Diabetologii i Chorób Wewnętrznych
- Oddział Neurochirurgii
- Oddział Neurologiczny i Leczenia Udarów Mózgu
- Oddział Noworodków i Intensywnej Terapii Neonatologicznej
- Oddział Obserwacyjno-Zakaźny
- Oddział Okulistyczny
- Oddział Ortopedyczno-Urazowy i Onkologii Narządu Ruchu
- Szpitalny Oddział Ratunkowy

Źródło: 

### Poradnie i przychodnie
- Poradnia Przeciwgruźlicza i Chorób Płuc
- Regionalne Centrum Kardiologii
- Wojewódzka Przychodnia Laryngologiczna
- Wojewódzka Przychodnia Onkologiczna
- Wojewódzka Przychodnia Rehabilitacyjna
- Zespół Poradni Chirurgicznych
- Zespół Poradni Ginekologiczno-Położniczych
- Zespół Poradni Specjalistycznych i Konsultacyjnych

Źródło: 

### Zakłady i pracownie diagnostyczne
- Zakład Diagnostyki Laboratoryjnej
- Zakład Diagnostyki Mikrobiologicznej
- Zakład Diagnostyki Obrazowej

Źródło: 
Ponadto w skład szpitala wchodzą Dział Epidemiologii i Higieny i dwie apteki szpitalne.

## Historia
Budowę szpitala rozpoczęto w 1963 roku. Wykonawcą było Toruńskie Przedsiębiorstwo Budownictwa Ogólnego, kierownikiem inwestycji był mgr Tadeusz Cichocki. Pierwotnie szpital miał być otwarty w 1967 roku. W wyniku opóźnień szpital oficjalnie został otwarty w 1972 roku. Pierwszym dyrektorem szpitala został dr Mirosław Pruss. Do końca 1971 roku w szpitalu działały: Oddział Okulistyczny (15 listopada, ordynator dr n. med. Jarosław Horodeński), Oddział Otolaryngologiczny (1 grudnia, ordynator dr n. med. Eugeniusz Ficiński) i Oddział Gruźlicy i Chorób Płuc (9 grudnia, ordynator dr Ryszard Gadomski).
W 1972 roku swoją działalność rozpoczęły: Oddział Położniczo-Ginekologiczny (7 stycznia, ordynator dr n. med. Medard Dydowicz), Oddział Noworodków (7 stycznia, ordynator dr Elżbieta Weyman), Oddział Chirurgii Ogólnej (19 lutego, ordynator dr n. med. Waldemar Jędrzejczyk), Oddział Wewnętrzny (28 lutego, ordynator dr n.med. Adam Raczyński), Oddział Ortopedyczno-Urazowy (4 kwietnia, ordynator dr n. med. K. Grzebień), Oddział Neurologiczny (7 kwietnia, ordynator dr Izabella Wasilewska). 1 lutego 1972 roku uruchomiono Zakład Diagnostyki Laboratoryjnej. 3 lutego swoją działalność rozpoczął Zakład Fizjoterapii. 1 kwietnia utworzono Zakład Rentgenodiagnostyki. W tym samym roku szpital otrzymał nazwę: Szpital Miejski Ogólny nr 2 i zajął teren leśny o powierzchni 12,5 ha. Po uruchomieniu dziewięciu oddziałów w szpitalu znajdowało się 476 łóżek i 82 łóżeczka noworodkowe. Na bazie Szpitala Nr 2 uruchomiono Zespół Opieki Zdrowotnej Nr 1 (ZOZ). Do ZOZ-u dołączono: Stację Pogotowania Ratunkowego, Miejską Przychodnię Obwodową Nr 2 i Szpital Dziecięcy. W skład ZOZ-u wchodziły również: trzy zespoły poradni specjalistycznych, Adamiecka Przychodnia Lekarska, cztery przychodnie rejonowe, dziesięć przychodni przy- i międzyzakładowych, 30 gabinetów higieny szkolnej. 13 września 1972 roku uroczyście przekazano obiekty Szpitala Miejskiego Ogólnego lecznictwu Torunia i regionu.
7 kwietnia 1973 roku otwarto Oddział Foniatyczny. Jej ordynatorem został dr n. med. Tadeusz Łupiński. 16 czerwca 1975 roku utworzono Klinikę Chirurgii Szczękowej. Na jej bazie w 1978 roku utworzono Oddział Chirurgii Szczękowej. Klinikę rozwiązano 30 września 1984 roku. 5 września 1975 roku na mocy zarządzenia Wojewody Toruńskiego Zespół Opieki Zdrowotnej Nr 1 przekształcono w Wojewódzki Szpital Zespolony (WSzZ). W jej skład weszły: Szpital Ogólny Nr 2, Szpital Zakaźny, Szpital Dziecięcy i Wojewódzka Przychodnia Zdrowia Psychicznego z baza łóżkową. Obszarem działania WSzZ było województwo toruńskie, a w zakresie niektórych specjalności także wybrane miejscowości województwa bydgoskiego, włocławskiego i słupskiego. 1 grudnia dr Lech Krajewski został mianowany dyrektorem WSzZ.
1 stycznia 1976 z WSzZ wydzielono podstawową opiekę zdrowotną. Przejęła ona: Zespół Opieki Zdrowotnej im. M. Kopernika w Toruniu oraz Zespół Opieki Zdrowotnej w Chełmży. W WSzZ skupiono całą działalność konsultacyjną i wysokospecjalistyczną. W tym samym roku uruchomiono Oddział Anestezjologii i Intensywnej Opieki Medycznej. Ordynatorem oddziału została dr n. med. Ludwika Mikulska-Haniec. W 1977 roku utworzono Wojewódzką Przychodnię Ginekologiczną. Trzy lata później przeniesiono ją do WSzZ jako Wojewódzką Przychodnię Onkologii Ginekologicznej i Chirurgicznej. W dniach od 13 do 15 września 1978 roku w WSzZ odbył się 49 Zjazd Towarzystwa Chirurgów Polskich. W wydarzeniu wzięło udział ponad 800 uczestników. Podczas pierwszego dnia Zjazdu, na mocy decyzji Wojewody Toruńskiego Wojewódzki Szpital Zespolony otrzymał imię Ludwika Rydygiera. Minister Zdrowia i Opieki Społecznej prof. Marian Śliwiński odsłonił przed budynkiem głównym szpitala popiersie Ludwika Rydygiera.
Z okazji Międzynarodowego Roku Dziecka, w 1979 roku w WSzZ odbyło się Ogólnopolskie Sympozjum Medycyny Społecznej poświęcone opiece zdrowotnej pediatrycznej. 16 kwietnia 1980 roku dyrektorem szpitala został dr n. med. Stefan Janicki. W 1984 roku założono Wojewódzką Przychodnię Kardiologiczną i Zespół Wojewódzkich Poradni Specjalistycznych przy ul. Osiedlowej, nazywany potocznie Namysłowem. 1 marca 1984 roku dyrektorem szpitala został dr n. med. Wojciech Dziewulski. W 1986 roku włączono do WSzZ Poradnię Laryngologiczną. 1 września 1986 roku utworzono Oddział Kardiologii (ordynator dr Krystyna Jaworska). 6 października 1986 roku otworzono Stację Dializ Pozaustrojowych. 1 stycznia 1988 roku nowym dyrektorem szpitala został dr n. med. Jerzy Jakubiak. W 1989 roku w WSzZ wdrożono stałą profilaktykę dysplazji stawu biodrowego u noworodków wraz z diagnostyką USG. W 1990 roku utworzono Katedrę i Klinikę Chirurgii Ogólnej i Gastroenterologicznej Akademii Medycznej w Bydgoszczy z siedzibą w Toruniu oraz wyłączono ze struktury WSzZ: Szpital Dziecięcy, Szpital Zakaźny, Szpital Psychiatryczny, Dział Pomocy Doraźnej i Wojewódzką Przychodnię Stomatologiczną.
W 1991 roku przy Oddziale Otolaryngologicznym założono (we współpracy z Oddziałem Foniatrycznym) Klub Laryngektomowanych. W tym samym roku powstał Oddział Toruński Polskiego Towarzystwa Kardiologicznego. W tym samym roku w WSzZ zainstalowano tomograf komputerowy. Pierwsze badania na nim wykonano 2 marca 1992 roku. W 1992 roku na Oddziale Klinicznym Położniczo-Ginekologicznym utworzono tzw. rooming-in. 1 września 1992 roku dyrektorem szpitala został mgr Andrzej Wiśnicki.
Lutym 1993 roku powstał Interdyscyplinarny Zespół Optycznych Metod Wczesnego Wykrywania Nowotworów. 2 sierpnia 1993 roku utworzono Oddział Chemioterapii Nowotworów. We wrześniu 1993 roku WSzZ otrzymał modemy (2.4 kb/s), dostęp do Bitnetu i Internetu poprzez mainframe IBM 4381. 1 stycznia 1994 roku uruchomiono skomputeryzowany Wojewódzki Rejestr Nowotworów Złośliwych. 13 maja 1994 roku w WSzZ odbyła się 54. Ogólnopolska Konferencja Naukowa Polskiego Towarzystwa Kardiologicznego nt. „Niestabilna choroba wieńcowa”. Wzięło w niej udział ponad 1000 uczestników. W 1995 roku utworzono Fundację na Rzecz Rozwoju Oddziału Otolaryngologicznego - Chirurgii Głowy i Szyi. W marcu 1996 roku została otwarta Sala Porodów Rodzinnych na Oddziale Klinicznym Położnictwa i Ginekologii. Salę sfinansowały Toruńskie Zakłady Materiałów Opatrunkowych. We wrześniu 1997 roku w WSzZ odbył się Międzynarodowy Zjazd Videochirurgii, zorganizowany przez Katedrę i Klinikę Chirurgii Ogólnej i Gastroenterologicznej.
W 2010 roku połączono Wojewódzki Szpital Zespolony, Wojewódzki Szpital Dziecięcy i Centrum Stomatologii.

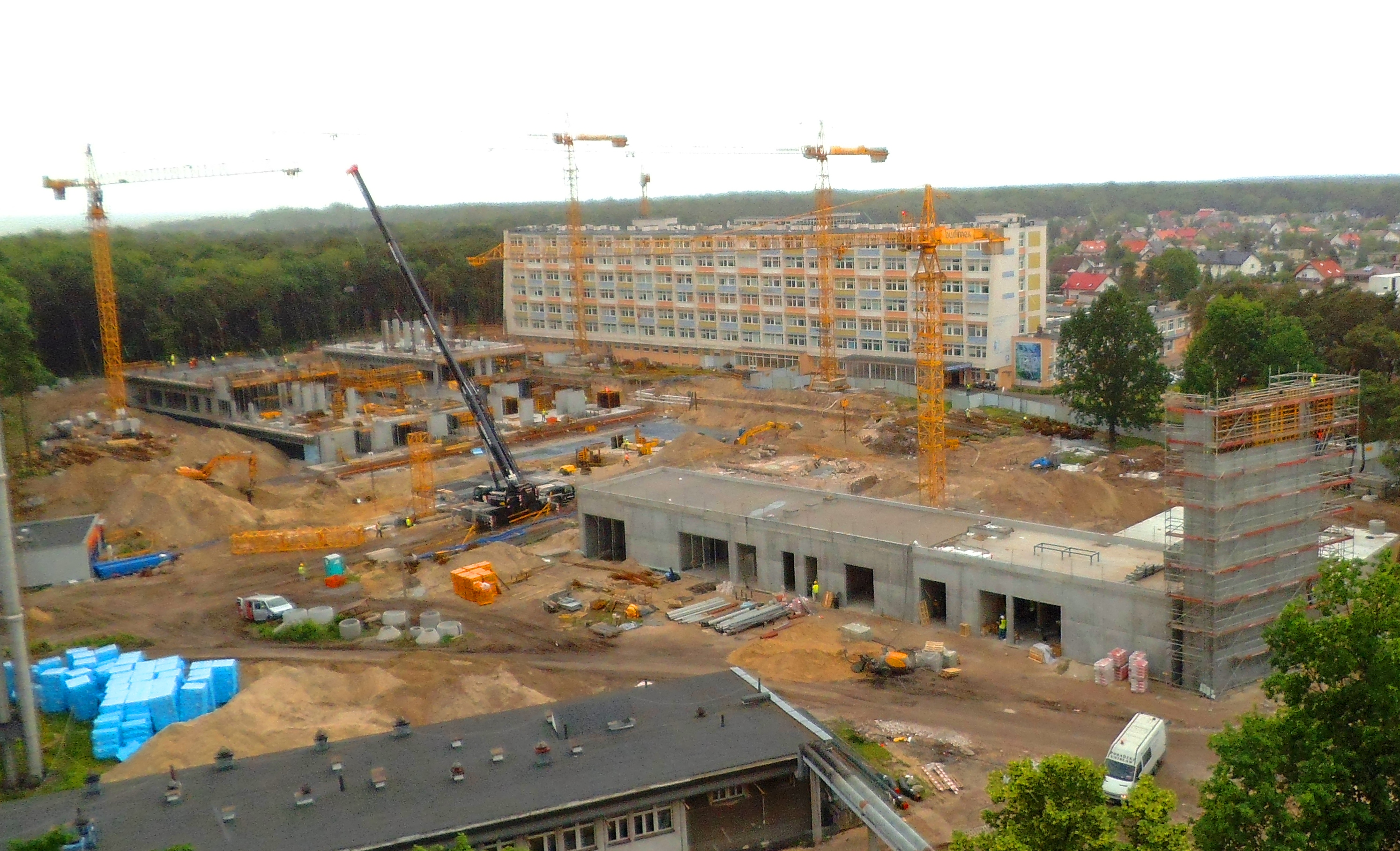
Rozbudowa Wojewódzkiego Szpitala Zespolonego, czerwiec 2017

W 2017 roku rozpoczęto przebudowę szpitala na Bielanach. Głównym celem remontu była modernizacja warunków lokalowych. 11 kwietnia 2017 roku ruszył pierwszy etap rozbudowy Wojewódzkiego Szpitala Zespolonego im. L. Rydygiera w Toruniu. W ramach inwestycji powstał m.in. główny budynek Wojewódzkiego Szpitala Zespolonego w Toruniu, budynek administracyjny (oddany do użytku w lipcu 2020, wielopoziomowy garaż (oddany do użytku w grudniu 2017 roku, szpital psychiatryczny, szpital zakaźny oraz nowa kotłownia (uruchomiona lutym 2018 roku. Pracę trwały pięć lat. Uroczyste zakończenie pierwszego etapu przebudowy placówki miało miejsce 5 maja 2022 roku. Podczas prac szpital nie był zamknięty dla pacjentów.

## Certyfikaty
Szpital ma następujące certyfikaty:
- Certyfikat akredytacyjny;
- Certyfikaty wdrożenia systemu zarządzania jakością w jednostkach organizacyjnych Szpitala;
- Certyfikat HACCP;
- Certyfikat „Szpital przyjazny dziecku”
- Certyfikat „Bezpieczny Szpital 2010”
- Certyfikat „Bezpieczny Szpital 2016”
- Certyfikat „Rekord w dezynfekcji rąk”, ustanowiony w 2016 z okazji pobicia rekordu Polski w kategorii Najwięcej osób jednocześnie dezynfekujących dłonie (wiele lokalizacji).

## Regionalny Bank Mleka Kobiecego
28 maja 2013 roku z inicjatywy Wojewódzkiego Szpitala Zespolonego im. L. Rydygiera, Fundacji Bank Mleka Kobiecego i Samorządu Województwa Kujawsko-Pomorskiego rozpoczął działalność Bank Mleka Kobiecego Wojewódzkiego Szpitala Zespolonego. Powstał on w ramach programu Mamy mleko dla wcześniaka w województwie kujawsko-pomorskim. Jest to pierwszy bank mleka kobiecego w Polsce. Celem programu jest umożliwienie żywienia mlekiem kobiecym ciężko chorych i urodzonych przedwcześnie noworodków. Bank działa na zasadzie wolontariatu. Do końca 2013 roku bank pomógł 135 noworodkom.